# 巴格斯維爾 (印地安納州)
巴格斯維爾（英語：Bargersville）是一個位於美國印地安納州約翰遜縣的城鎮。

## 人口
根據2010年美國人口普查的數據，巴格斯維爾的面積為48.45平方千米，當中陸地面積為48.40平方千米，而水域面積為0.05平方千米。當地共有人口4013人，而人口密度為每平方千米83人。